# Kevor Palumets
Kevor Palumets (Keila, 21 de diciembre de 2002) es un futbolista estonio que juega en la demarcación de centrocampista para el F. K. Železiarne Podbrezová de la Superliga de Eslovaquia.

## Selección nacional
Tras jugar en las categorías inferiores de la selección, finalmente hizo su debut con la selección de fútbol de Estonia en un partido amistoso contra Suecia que finalizó con un resultado de 2-1 a favor del combinado sueco tras el gol del propio Kevor Palumets para Estonia, y de Sebastian Nanasi y Isaac Thelin para Suecia.

## Clubes
| Club                        | País       | Año       | Partidos | Goles |
| --------------------------- | ---------- | --------- | -------- | ----- |
| JK Tabasalu                 | Estonia    | 2018-2020 | 18       | 5     |
| Paide Linnameeskond U21     | Estonia    | 2020-2022 | 44       | 30    |
| Paide Linnameeskond         | Estonia    | 2020-2022 | 58       | 2     |
| Jong Essevee                | Bélgica    | 2022-2024 | 13       | 2     |
| SV Zulte Waregem            | Bélgica    | 2022-2024 | 13       | 0     |
| HJK Helsinki (cedido)       | Finlandia  | 2024      | 18       | 1     |
| F. K. Železiarne Podbrezová | Eslovaquia | 2025-     | 16       | 0     |

## Palmarés

### Títulos nacionales
| Título          | Club                | País    | Año  |
| --------------- | ------------------- | ------- | ---- |
| Copa de Estonia | Paide Linnameeskond | Estonia | 2022 |